# Arnoštovice
Arnoštovice (německy Arnoschtowitz) je malá vesnice, část obce Heřmaničky v okrese Benešov. Nachází se 2 km na severovýchod od Heřmaniček a 4 km jihozápadně od Votic. Severozápadně od vsi ve vzdálenosti asi půl kilometru míjí vesnici železniční trať 220 z Benešova do Českých Budějovic.
Arnoštovice je také název katastrálního území o rozloze 5,64 km². V katastrálním území Arnoštovice leží i Durdice, Jestřebice a Peklo.

## Historie
První písemná zmínka o vesnici pochází z roku 1352.
V letech 1850–1890 byla vesnice součástí obce Smilkov, v letech 1900–1979 byla samostatnou obcí a od 1. ledna 1980 je místní částí obce Heřmaničky.

## Obyvatelstvo
| Rok            | 1869 | 1880 | 1890 | 1900 | 1910 | 1921 | 1930 | 1950 | 1961 | 1970 | 1980 | 1991 | 2001 | 2011 | 2021 |
| -------------- | ---- | ---- | ---- | ---- | ---- | ---- | ---- | ---- | ---- | ---- | ---- | ---- | ---- | ---- | ---- |
| Počet obyvatel | 265  | 190  | 191  | 197  | 189  | 211  | 157  | 140  | 133  | 116  | 100  | 86   | 83   | 99   | 104  |
| Počet domů     | 25   | 27   | 22   | 28   | 32   | 33   | 33   | 35   | 38   | 34   | 29   | 35   | 37   | 37   | 44   |

## Pamětihodnosti
- Kostel svatých Šimona a Judy
- Chudobinec

## Galerie

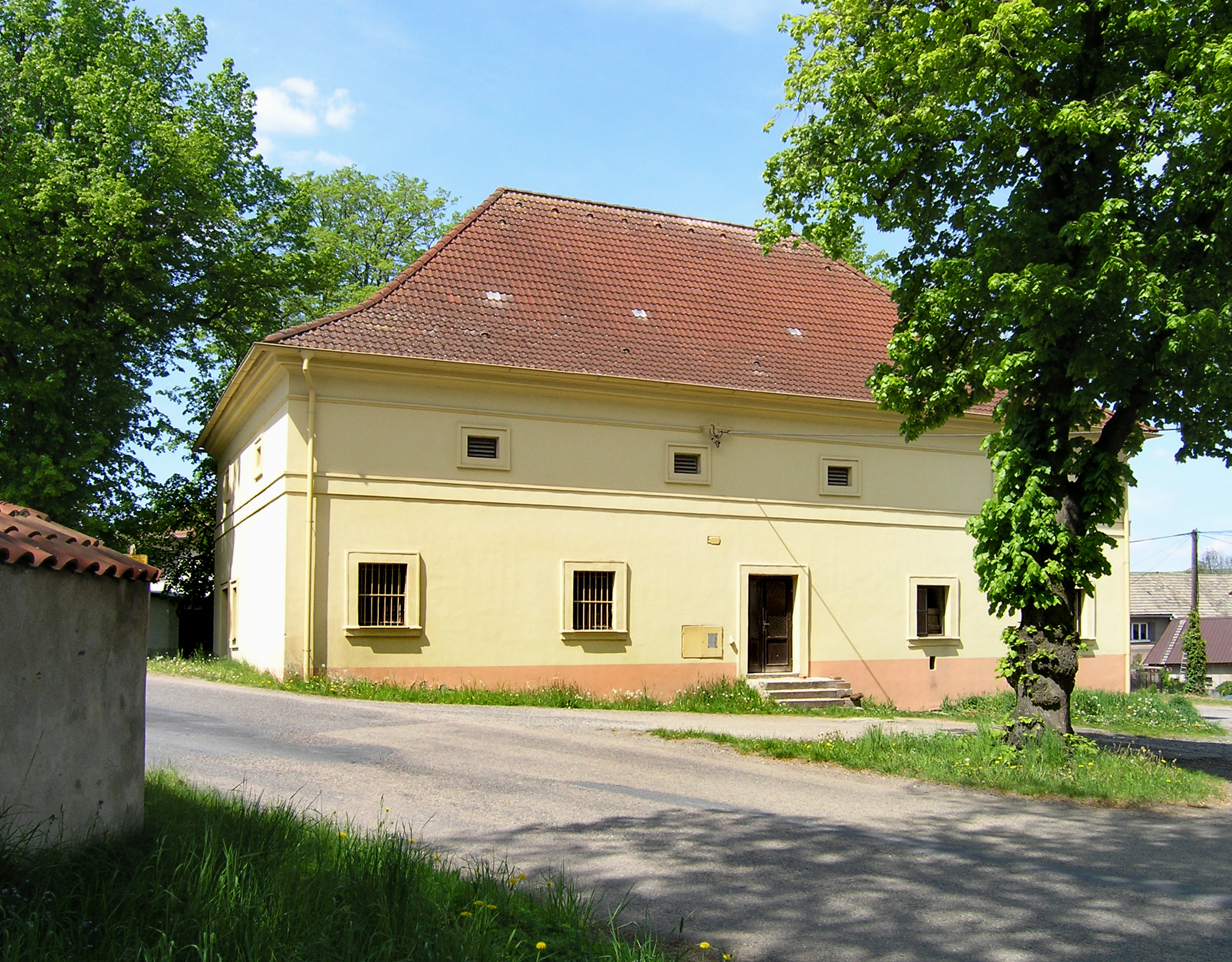
Bývalá sýpka
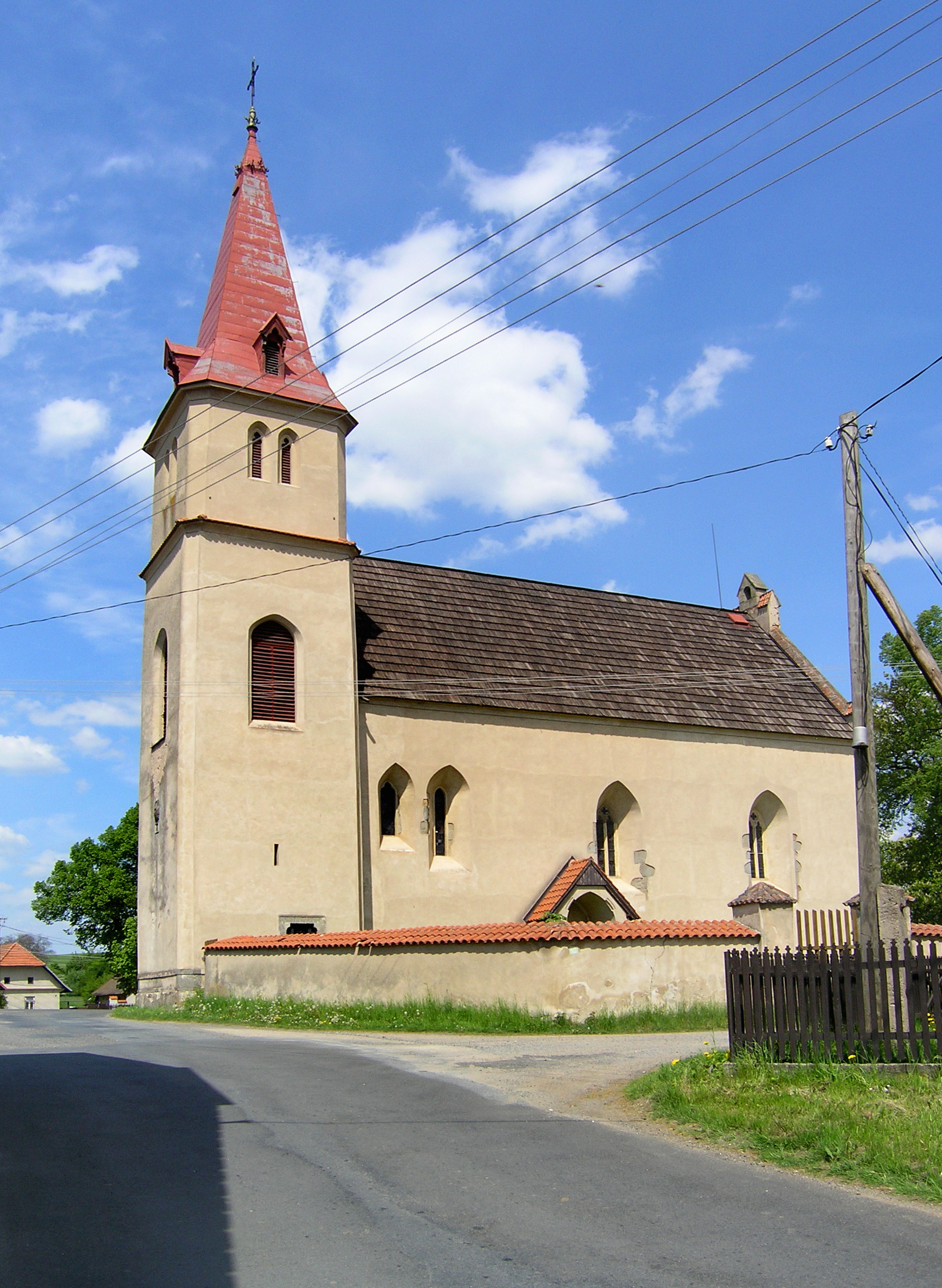
Kostel svatého Šimona a Judy
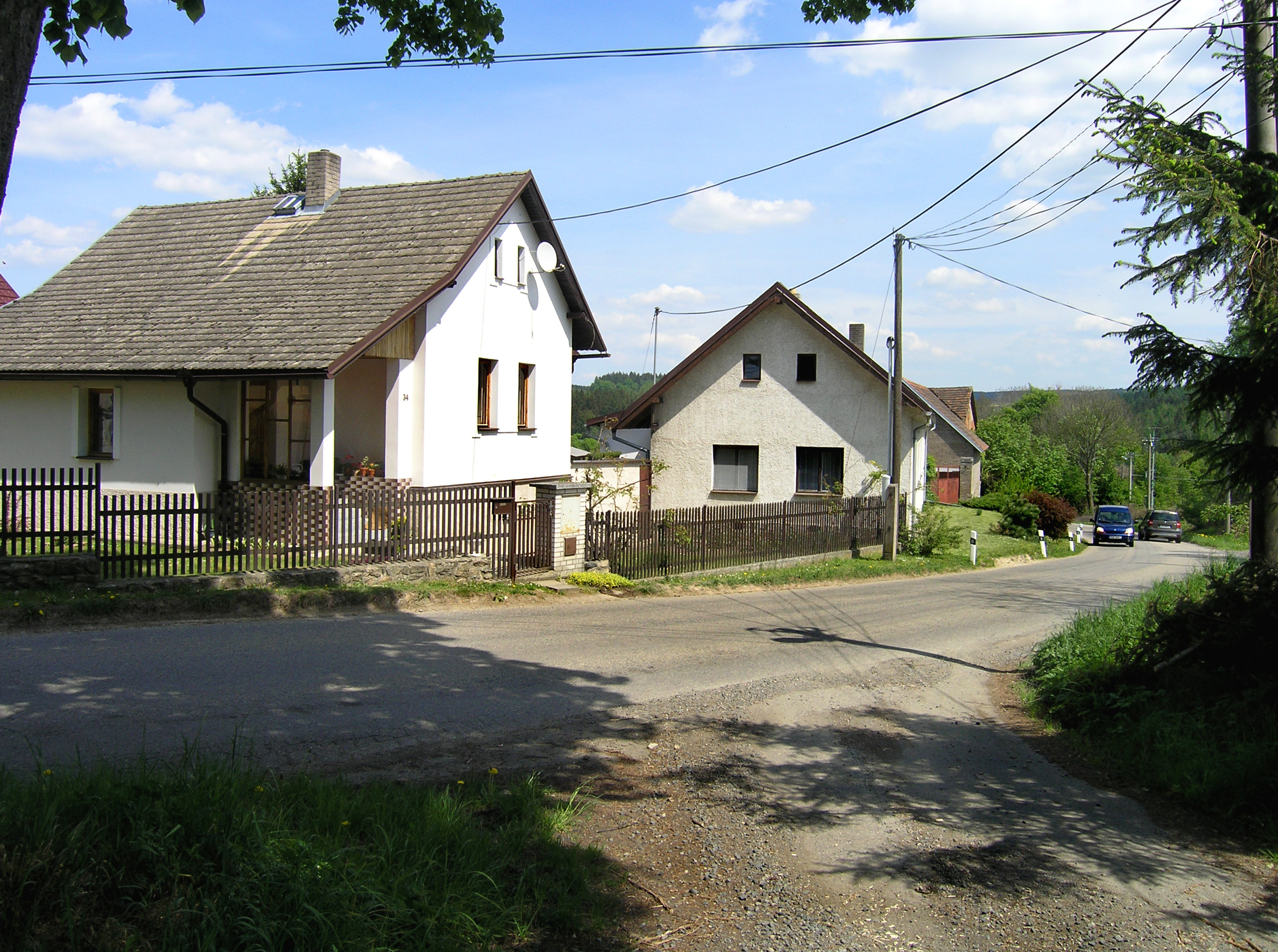
Domky u silnice k Voticím
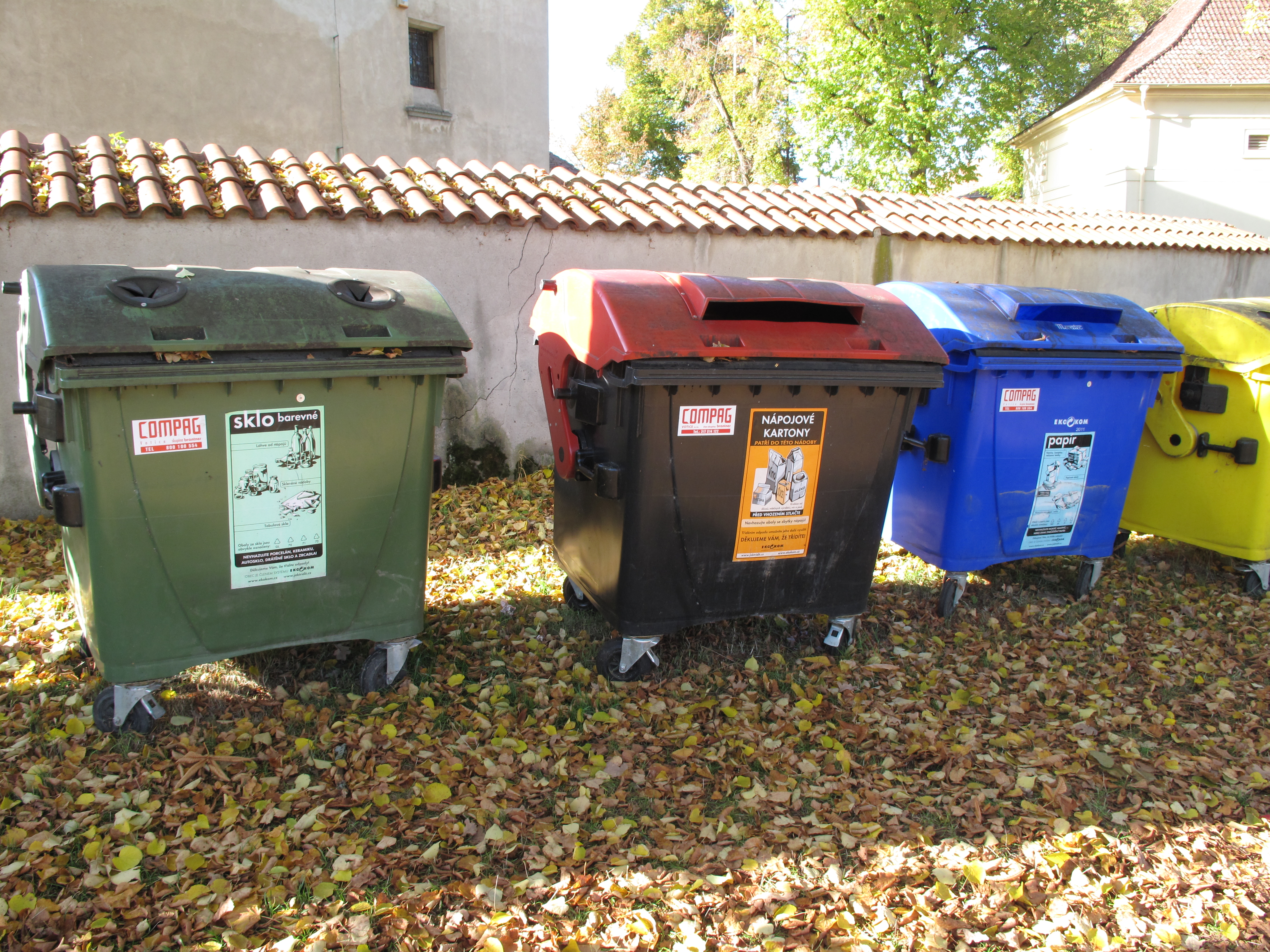
Kontejnery